# Flagge Burundis
Die Flagge Burundis wurde am 28. Juni 1967 offiziell eingeführt, die Proportionen wurden am 27. September 1982 von ursprünglich 2:3 nach 3:5 geändert. 

## Aussehen und Bedeutung
Die Farben der Flagge Burundis haben folgende Bedeutung:
- Rot steht für die Opfer im Kampf um die Unabhängigkeit
- Weiß symbolisiert den Frieden
- Grün steht für Fortschritt und Hoffnung

Die drei in der Mitte stehenden sechszackigen Sterne stehen für den Wahlspruch Unité Travail Progrès (Einigkeit Arbeit Fortschritt) oder die drei Volksgruppen des Landes, die Tutsi, die Hutu und die Twa.
Das Schrägkreuz in der Flagge scheint von der alten Flagge der belgischen Fluggesellschaft Sabena herzurühren. Klare Beweise gibt es dafür allerdings nicht.

## Geschichte
Während der Zeit des Königreichs Burundi von 1962 bis 1966 waren anstelle der Sterne eine Karyenda-Trommel und eine Sorghum-Pflanze abgebildet, von deren genauer Darstellung unterschiedliche Varianten überliefert sind. In der Umbruchphase im November 1966 wurde für kurze Zeit eine Flagge ohne Symbole gehisst, später – bis März 1967 – kam die Sorghum-Pflanze wieder in die Flagge. 1982 wurde das Seitenverhältnis geändert.

Historische Flaggen
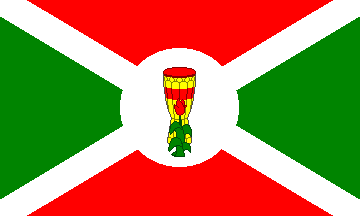
Flagge des Königreichs Burundi von 1962 bis 1966 (mit mehrfarbiger Trommel)
Version mit einfarbiger Trommel
Königliche Standarte
Am 28. und 29. November 1966 verwendete Flagge
Vom 29. November 1966 bis zum 28. März 1967 verwendete Flagge
2:3  Flagge vom 28. März 1967 bis zum 27. September 1982